# Budești (okręg Bistrița-Năsăud)
Budești – wieś w Rumunii, w okręgu Bistrița-Năsăud, w gminie Budești. W 2011 roku liczyła 605 mieszkańców.